# Constantine
Constantine (справжнє ім'я: Костянтин Дмитрієв; 31 жовтня 1988, Холмськ, Сахалін, СРСР) — український співак, фіналіст шоу Голос країни. У грудні 2017 року був номінований на українську музичну премію YUNA в категорії «Відкриття року».

## Біографія
Костянтин Дмитрієв народився в місті Холмськ, о. Сахалін, Росія. Батько моряк, мати кухар-бухгалтер. Після смерті батька в 1991 переїхав з матір'ю і сестрою в Київ до батьків тата.
З раннього віку співав, в 6 років пішов в музичну школу, клас скрипки. У 2003 після 9-го класу вступив до Київського інституту музики імені Рейнольда Глієра по класу скрипки, але після 2-го курсу зрозумів, що знову хоче співати. Костянтин вступив на відділення вокалу і перевівся до педагога з вокалу Русової Тетяни Миколаївни (серед її учнів Тіна Кароль, Злата Огнєвіч, Євгенія Власова та інші). Викладає вокал в приватних школах зі студентських років. У нього брали уроки таки відомі українські співачки, як «Луна» та «LAYAH» (Єва Бушміна).
У 2013 році під час поїздки в Лондон Костянтин отримав прізвисько «white guy with a black soul». Тоді ж він познайомився з британським співаком Семом Смітом.
У 2014—2016 роках Constantine співпрацював з електронним продюсером Cape Cod. Разом вони записали альбом «Cult», що став сенсацією на клубній сцені. Тоді багато хто відзначив абсолютно не типовий для української сцени вокал і манеру виконання з сильним впливом R'n'B, госпелу та соулу.

## Кар'єра

### «Голос країни»
Костянтин Дмитрієв брав участь в 6-му сезоні шоу «Голос країни». На сліпих прослуховуваннях заспівав пісню Adele — «Hello», якою підкорив суддів і телеглядачів. Свої крісла повернули 3 тренера: Тіна Кароль, Потап та Іван Дорн, Костянтин вибрав команду Дорна. Покинув шоу в 12 епізоді на етапі прямих ефірів.
Через кілька місяців Constantine виконав свій перший сингл «Дороги» в суперфіналі 7 сезону шоу «Голос країни».

### Сольна кар'єра
Сольна кар'єра під керівництвом Івана Дорна і його музичного лейблу Masterskaya почалася відразу після участі в шоу «Голос країни». Восени 2016 року Constantine став першим артистом лейбла. Уже в січні 2017 року артист представив другий сингл — «Кровожадность». Constantine вперше виконав композицію на церемонії M1 Music Awards. За мотивами вийшов танцювальний ремікс від відомого хаус-дуету Supacoocks.
Реліз дебютного альбому «Один», який включав в себе 8 пісень, відбувся 2 червня 2017 року. Слідом за виходом альбому Constantine представив відео-виступи наживо, зняті на закритому концерті в київському клубі Atlas навесні 2017 року.
У відеографії Constantine три кліпи. Дебютне відео на пісню «Дороги» знімала всесвітньо відома студія Radioaktive Film, відома роботою з Coldplay, Hurts, Foals, Years & Years.
З другого відео (до синглу «Мара») Constantine почав співпрацю з продакшн-студією Magnit Production та режисером Татою Белініною. Разом вони також працювали і над третім відео — до синглу «По Льду».
Constantine захоплюється хореографією. Разом з ним на сцені завжди два танцюриста топ-класу: Banana з команди Apache Crew і Артемій Лазарєв, в минулому учасник відомого проекту Kazaky.
У грудні 2017 року був номінований на українську музичну премію YUNA в категорії «Відкриття року».
На початку 2018 року взяв участь у Національному відборі на Євробачення з піснею «Місто». Також 24 січня цього ж року відбулася прем'єра кліпу на пісню «Убью», записаної ще у 2016 році разом з Quest Pistols Show.
26 червня 2018 року відбулася прем'єра другого альбому співака, під назвою «'90». Перша презентація 5 нових пісень відбулася 17 червня, під час live-стріму на офіційному YouTube-каналі артиста. Одночасно з новими піснями Костянтин також представив кліп на пісню «Стыдно», зйомки якого проходили в Одесі під керівництвом режисера Андрія Тащі. У відео задіяна танцювальна одеська школа Z-FAM та київський балет на чолі з хореографом Артемієм Лазарєвим.
Пізніше на всі треки були випущені lyric video.
20 грудня 2018 року відбулася прем'єра треку «Волшебство».
В День Закоханих, 14 лютого 2019 року, Constantine виступав «на розігріві», під час першого концерту в Києві британського гурту Years & Years.
6 червня цього ж року вийшов міні-альбом «Поп меньшинства, Ч.1». На підтримку релізу вийшло танцювальне відео до пісні «Глубоко».

## Альбоми
- Один (2017)
- '90 (2018)
- Поп меньшинства, Ч.1 (2019)